# Aulacophora tetraspilota
Aulacophora tetraspilota es una especie de insecto coleóptero de la familia Chrysomelidae.

## Distribución geográfica
Habita en las Molucas (Indonesia).